# Таби
Таби котките са домашни котки. Това е окраска, а не порода, следователно, таби-окраската може да се прояви при голям брой котешки породи. Тези котки имат „М“ на главата си и райета, точки, заврънкулки и прекъснати линии по цялото си тяло. Около очите козината е по-светла.

## Таби окраски
Има четири вида таби окраски:
- класическа;
- тигрова;
- маркирана;
- петниста.

### Торбита и калибита
Този вид табита са в рижо и черно, рижаво и кафяво или кремаво и сиво (тортишел+таби образува името им). Това са тортишели с таби окраска – котката например е кафяво-рижа, но има райета и на кафявото, и на рижото.
Калибитата са трицветни котки (калико + таби образува името им) в рижо, черно и бяло, рижо, кафяво и бяло или в кремаво, сиво и бяло. Те са подобни на торбитата – например рижо-кафяво-бяла котка има райета по рижото и кафявото.
И „торбитата“, и „калибитата“ са почти винаги женски, защото генът за оцветяване на козината е свързан с X-хромозомите.

### Класическо (мраморно) таби
Тези котки имат дебели черти по тялото си, което от двете страни се „завихря“ в окраска, наречена око на бик. Тя също прилича на мраморен кейк, затова тази окраска се нарича и мраморна. Класическите табита са по-редки от тигровите например.

### Тигрово (скумриено) таби
Котката има вертикални линии по цялото си тяло, подобно на скумрия или тигър. По краката са хоризонтални. Идеалните ивици са непрекъснатите. Те са отделни една от друга и границите им са ясни.

### „Маркирано“ таби
Този вид котки пак имат „М“ на челото си, обаче ивиците по тялото им са „размити“ и се сливат с останалата козина, като ѝ предават по-тъмен оттенък. Все пак, те имат нормални ивици по лицето и опашката.

### Петнисто таби
Петнистите табита имат точки, овали, които варират в размер. Те приличат на прекъснатите ивици на „скумриено таби“, но това са две различни окраски и не трябва да се бъркат.
Няма рижава котка без таби окраска.